# Mateo Retegui
Mateo Retegui (29. duben 1999 San Fernando de la Buena Vista, Argentina) je italský fotbalový útočník, který od léta 2024 hraje za italskou Atalantu. Také hraje za italskou reprezentaci.

## Přestupy
- z Boca Juniors do Tigre za 8 430 000 Euro
- z Tigre do Janov za 15 250 000 Euro
- z Janov do Atalanta za 20 900 000 Euro

## Statistika

### Klubová
| Sezóna                | Klub                  | Liga                  | Liga   | Liga | Ligové poháry | Ligové poháry | Ligové poháry | Kontinentální poháry | Kontinentální poháry | Kontinentální poháry | Celkem | Celkem |
| Sezóna                | Klub                  | Soutěž                | Zápasy | Góly | Soutěž        | Zápasy        | Góly          | Soutěž               | Zápasy               | Góly                 | Zápasy | Góly   |
| --------------------- | --------------------- | --------------------- | ------ | ---- | ------------- | ------------- | ------------- | -------------------- | -------------------- | -------------------- | ------ | ------ |
| 2018/19               | Boca Juniors          | Primera División      | 1      | 0    | -             | 0             | 0             | PO                   | 0                    | 0                    | 1      | 0      |
| 2019                  | Estudiantes           | Primera División      | 3      | 0    | AP+ANP        | 3+4           | 1+0           | -                    | 0                    | 0                    | 10     | 1      |
| 2019/20               | Estudiantes           | Primera División      | 18     | 4    | AP            | 1             | 0             | -                    | 0                    | 0                    | 19     | 4      |
| Celkem za Estudiantes | Celkem za Estudiantes | Celkem za Estudiantes | 21     | 4    | -             | 8             | 1             | -                    | 0                    | 0                    | 29     | 5      |
| 2020                  | Talleres              | Primera División      | 0      | 0    | AP+ANP        | 6+11          | 0+1           | -                    | 0                    | 0                    | 17     | 1      |
| 2020/21               | Talleres              | Primera División      | 24     | 4    | AP+ANP        | 13+1          | 2+0           | CS                   | 6                    | 0                    | 44     | 6      |
| Celkem za Talleres    | Celkem za Talleres    | Celkem za Talleres    | 24     | 4    | -             | 31            | 3             | -                    | 6                    | 0                    | 61     | 7      |
| 2022                  | Tigre                 | Primera División      | 27     | 19   | AP+ANP        | 1+13          | 0+3           | -                    | 0                    | 0                    | 41     | 22     |
| 2023                  | Tigre                 | Primera División      | 21     | 11   | AP            | 1             | 0             | CS                   | 6                    | 1                    | 28     | 12     |
| Celkem za Tigre       | Celkem za Tigre       | Celkem za Tigre       | 48     | 30   | -             | 15            | 3             | -                    | 6                    | 1                    | 69     | 34     |
| 2023/24               | Janov                 | Serie A               | 29     | 7    | IP            | 2             | 2             | -                    | 0                    | 0                    | 31     | 9      |
| 2024/25               | Atalanta              | Serie A               | 36     | 25   | IP+IS         | 2+0           | 0             | LM+ES                | 10+1                 | 3+0                  | 49     | 28     |
| Celkově               | Celkově               | Celkově               | 159    | 70   | -             | 58            | 9             | -                    | 23                   | 4                    | 241    | 84     |

### Reprezentační

#### Statistika na velkých turnajích
| Reprezentace | Rok     | Zápasy             | Zápasy | Zápasy     | Zápasy           | Zápasy           | Zápasy   |
| Reprezentace | Rok     | Fáze turnaje       | Datum  | Soupeř     | Odehraných minut | Vstřelené branky | Výsledek |
| ------------ | ------- | ------------------ | ------ | ---------- | ---------------- | ---------------- | -------- |
| Itálie       | ME 2024 | 1 zápas ve skupině | 15. 6. | Albánie    | 7                | 0                | 2:1      |
| Itálie       | ME 2024 | 2 zápas ve skupině | 20. 6. | Španělsko  | 26               | 0                | 0:1      |
| Itálie       | ME 2024 | 3 zápas ve skupině | 24. 6. | Chorvatsko | 90               | 0                | 1:1      |
| Itálie       | ME 2024 | Osmifinále         | 29. 6. | Švýcarsko  | 26               | 0                | 0:2      |

#### Reprezentační branky
| Gól | Datum        | Stadion                                       | Soupeř    | Skóre | Výsledek | Soutěž                              |
| --- | ------------ | --------------------------------------------- | --------- | ----- | -------- | ----------------------------------- |
| 010 | 23. 3. 2023  | Stadio Diego Armando Maradona, Neapol, Itálie | Anglie    | 1:2   | 1:2      | Kvalifikace na ME 2024              |
| 020 | 26. 3. 2023  | Národní stadion, Ta' Qali, Malta              | Malta     | 0:1   | 0:2      | Kvalifikace na ME 2024              |
| 030 | 21. 3. 2024  | Chase Stadium, Fort Lauderdale, USA           | Venezuela | 0:1   | 1:2      | Přátelské utkání                    |
| 040 | 21. 3. 2024  | Chase Stadium, Fort Lauderdale, USA           | Venezuela | 1:2   | 1:2      | Přátelské utkání                    |
| 05  | 10. 10. 2024 | Stadio Olimpico, Řím, Itálie                  | Belgie    | 2:0   | 2:0      | Liga národů UEFA 2024/2025 – Liga A |
| 06  | 14. 10. 2024 | Stadio Friuli, Udine, Itálie                  | Izrael    | 1:0   | 4:1      | Liga národů UEFA 2024/2025 – Liga A |

## Úspěchy

### Reprezentační
- 1× na ME (2024)
- 1× na LN (2022/23 – bronz)

### Individuální
- nejlepší střelec argentínské ligy (2022)
- nejlepší střelec italské ligy (2024/25 - 25 branek)